# Gustav Trolle

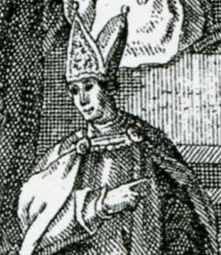
Gustav Trolle

Gustav Eriksson Trolle (* um 1488 in Bergkvara, Småland; † nach dem 11. Juni 1535 auf Schloss Gottorf) war Sohn von Erik Arvidsson Trolle und schwedischer Erzbischof.
In der Entstehungsgeschichte des schwedischen Staates spielt Gustav Trolle eine kaum zu unterschätzende Rolle. Seine Unterstützung für den dänischen König Christian II. führte zu einem Konflikt mit dem schwedischen Reichsverweser Sten Sture dem Jüngeren und schließlich zu seiner Absetzung als Erzbischof. Dieser Umstand war entscheidend beim Stockholmer Blutbad, welches zunächst zwar ein herber Rückschlag für die Herauslösung Schwedens aus der Kalmarer Union war, doch entscheidend die Einheit im Land stärkte. Gustav Vasa konnte mit Hilfe der Landbevölkerung die Dänen zurückschlagen und legte später als König den Grundstein für den schwedischen Staat.

## Trolles Aufstieg zum Erzbischof
Nach einigen Jahren Studium in Köln und Rom wurde der Spross der Familie Trolle 1513 zum Dekan von Linköping ernannt. In Schweden war er einer der meist gebildeten und mächtigsten Männer seiner Zeit. Ein Jahr später wurde er Erzbischof in Uppsala, wo er die Nachfolge von Jakob Ulvsson antrat.

## Hintergrundinformation zur Kalmarer Union
Schweden befand sich seit 1397 in der Kalmarer Union, einem Bund, der die Staaten Dänemark, Schweden und Norwegen unter einem König vereinte. Jedes Land behielt dabei seinen eigenen Rat. Da ein großer Teil Finnlands von Schweden regiert wurde, und Island zur norwegischen Krone gehörte, umfasste die Kalmarer Union nahezu den gesamten Norden Europas. Dänemark war hierbei die beherrschende Macht, während die Union in Schweden nur von wenigen Adeligen getragen wurde. Aufstände gegen die Union fanden immer wieder statt, wobei die Dänen stets Truppen schickten, um die Ordnung wiederherzustellen.

## Konflikt mit Sten Sture
Genau wie seine Vorgänger begann Trolle eine unionsfreundliche Politik. Schon 1515 geriet er deshalb in Konflikt mit dem schwedischen Reichsverweser Sten Sture dem Jüngeren, der Schweden aus der Union herauslösen wollte und vergeblich versuchte, Trolle auf seine Seite zu ziehen. Als klar war, dass Trolle dem dänischen König Christian II. zuarbeiten würde, um die Union auch in Schweden zu stärken, ließ Sture Trolles Burg Almarestäket im Herbst 1516 belagern. Ein militärischer Konflikt mit Dänenkönig Christian II. stand kurz bevor, so dass Sture, oder „Herr Sten“, wie er in der Sture-Chronik genannt wird, Trolle entmachten musste, bevor dieser Anhänger unter den Adeligen Schweden sammeln konnte. Als Sture Trolles Burg 1517 einnehmen konnte, ließ er Trolle verhaften. Die Burg wurde dem Erdboden gleichgemacht und Trolle auf Beschluss des Ständereichstags als Erzbischof abgesetzt. Dieser Beschluss, der von den Ratsmitgliedern per Siegel bekräftigt wurde, diente später als Beweismaterial beim Stockholmer Blutbad.

## Die Invasion
Die Invasion der Dänen begann im Winter 1519–1520. Christian II. nahm die Entmachtung Trolles als Anlass, für die Wiederherstellung der Ordnung in Schweden zu sorgen, und marschierte mit seiner Armee in Schweden ein. Sein Heer bestand aus Berufssoldaten, Söldnern, die er aus ganz Europa angeworben hatte und die erbarmungslos und kampferprobt waren. Stures Männer waren überwiegend Bauernsoldaten, denen Steuerfreiheit versprochen wurde, wenn sie ihr Land verteidigten. Die Schlacht bei Bogesund, heute Ulricehamn am See Åsundens im heutigen Västergötland, war eine für die Dänen wie auch für die Schweden entscheidende Schlacht. Im Kampfverlauf wurde Reichsverwalter Sten Sture der Jüngere von einer Kanonenkugel getroffen und starb wenig später an seinen Verletzungen. Dänenkönig Christian II. ging siegreich aus der Schlacht hervor und zog weiter bis nach Stockholm. Mit dem Tod Stures fehlte eine starke Führungsperson auf schwedischer Seite. Seine Frau Kristina Gyllenstierna übernahm zwar das Kommando des Widerstands gegen die Union, aber es gelang ihr nicht, eine klare Einheit hinter sich zu vereinen. Schließlich gelang es den Dänen, Schweden im Herbst 1520 zu besetzen, wobei sich die Stadt Stockholm, unter der Leitung von Kristina Gyllenstierna, noch behaupten konnte. Christian II. ließ Trolle als Erzbischof wiedereinsetzen und erließ eine Amnestie, die seinen Gegnern Straffreiheit garantierte, wenn er, Christian selbst, als Unionskönig anerkannt würde. Kristina Gyllenstierna und die am Widerstand beteiligten schwedischen Adeligen gingen auf das Amnestieangebot ein. Am 4. November 1520 wurde Christian II. durch Erzbischof Gustav Trolle in Stockholm zum König von Schweden und damit zum König der gesamten Union gekrönt.

## Trolles Rolle beim Stockholmer Blutbad
Es folgten Festlichkeiten, die drei Tage lang andauerten und an denen ebenfalls Kristina Gyllenstierna und Adelige des Widerstands teilnahmen. Aufgrund der ausgesprochenen Amnestie fühlte man sich sicher. Am Abend des dritten Tages aber ließ der König alle schwedischen Adeligen in einen Raum rufen und um sich versammeln. Die Türen wurden geschlossen und mit Wachen besetzt. In einem kurzen Prozess wurden die Anwesenden der Ketzerei beschuldigt, wobei Gustav Trolle eine entscheidende Rolle zukam: durch die Amnestie konnte niemand für den Widerstand gegen die Union verurteilt werden. Dies war durch den König garantiert. Doch die Absetzung des Erzbischofs im Jahr 1517 war Ketzerei und ein Verbrechen gegen die Kirche, gegen das der König keine Amnestie erlassen konnte. Der damalige Beschluss mit den Unterschriften der Ratsmitglieder wurde hervorgeholt und 94 Personen zum Tode verurteilt. Damit hatte Christian II. einen Weg gefunden, sich seiner Gegnerschaft mit einem Mal zu entledigen.
Die Hinrichtungen wurden kurz darauf auf dem Marktplatz (Stortorget) in Stockholm ausgeführt und dauerten 2 Tage. Man ließ die Leichen zunächst liegen, schaffte sie dann auf eine Bergkuppe auf der benachbarten Insel Södermalm, wo sie in einem weithin sichtbaren Feuer verbrannt wurden. Sogar die Gebeine des ehemaligen Reichsverwalters Sten Sture des Jüngeren und dessen als Säugling verstorbenen jüngsten Kind wurden ausgegraben und mit den anderen Leichen verbrannt. Dieses Ereignis ging als das „Stockholmer Blutbad“ in die Geschichte ein.

## Gustav Vasa
Das Blutbad in Stockholm war Auslöser für einen großangelegten Aufruhr in der schwedischen Bevölkerung. Dem jungen Adeligen Gustav Vasa gelang es, eine Armee von Bauern hinter sich zu vereinen, die im Stande war, die Dänen innerhalb von nur drei Jahren aus Schweden zu vertreiben. Vasa wurde 1523 in Strängnäs durch den Reichstag zum schwedischen König ernannt und 1528 im Dom zu Uppsala gekrönt.
Aufgrund der Geschehnisse erkannte Gustav Vasa Trolle nicht als Erzbischof an. Es kam zu Streitigkeiten mit dem Papst in Rom, der Trolle stützte. Infolgedessen wandte sich Vasa von der katholischen Kirche ab und leitete die Reformation in Schweden ein. Die Kirche wurde verstaatlicht, wobei ihr Besitz an den Staat überging (Schwedische Staatskirche).

## Gustav Trolles Jahre in Dänemark
Bereits 1521 flüchtete Trolle wegen Aufständen in Småland und Dalarna nach Dänemark. Dort setzte er seinen Kampf an der Seite Christians fort. 1534 wurde er Bischof von Fünen in Odense. Bei der Schlacht von Øksnebjerg 1535 auf der Insel Fünen wurde er verwundet und starb in Gefangenschaft nach dem 11. Juni 1535 in Schloss Gottorf.